# 비욘드 (대한민국의 음악 그룹)
비욘드는 대한민국의 4인조 음악 그룹이다. 2005년 1집 앨범 [Sailing]으로 데뷔했다.